# Dorothea Köhler
Dorothea Köhler, geb. Dorothea Helling (* 1943 in Bockwitz) ist eine deutsche Dirigentin und Musikpädagogin.

## Leben
Dorothea Köhler ging an der EOS Lauchhammer zur Schule und absolvierte dort 1961 ihr Abitur. Danach studierte sie an der Martin-Luther-Universität Halle-Wittenberg Musikpädagogik / Germanistik, wurde 1964 Chorinspektorin des Stadtsingechores zu Halle und war von 1968 bis 1990 Chordirektorin dieses drittältesten Knabenchores Deutschlands und ältesten Knabenchores im mitteldeutschen Raum.
Ab 1972 absolvierte Dorothea Köhler an der Musikhochschule Leipzig bei den Professoren Olaf Koch und Rolf Reuter nebenher ein externes Musikstudium im Aufbaustudiengang Orchesterdirigieren, das sie 1977 mit Musik von Samuel Scheidt: Tänze aus „Ludi musici“, Friedrich Wilhelm Zachow: „Triumph, Victoria“ (Kantate), Wilhelm Friedemann Bach: Sinfonie D-Dur und Georg Friedrich Händel: „Utrechter Jubilate“ im Rahmen eines Diplomkonzerts abschloss.
Unter der Leitung von Dorothea Köhler gelang der Wiederaufbau des Stadtsingechores zu einem international gefragten Konzert- und Oratorienchor. Die Grundlage dafür setzte sie 1972 mit der Angliederung des Stadtsingechores an die Hallesche Philharmonie, deren Dirigentin sie wurde. Zwei Jahre später übernahm sie für anderthalb Jahre auch die Interimsleitung der Singakademie Halle und machte 1976 die Bekanntschaft mit dem ungarischen Musikwissenschaftler und Aufnahmeleiter bei dem Musiklabel Hungaroton András Székely. Eine bereits 40-jährige produktive Zusammenarbeit begann.
1978 erfolgte ihre Ernennung zur Oberlehrerin. Sieben Jahre später begann die künstlerische Zusammenarbeit mit Nicholas McGegan; sie bereitete den Stadtsingechor erfolgreich für Schallplattenaufnahmen bei Hungaroton in Budapest vor (Brockes-Passionen von Händel und Telemann).
Für ihre herausragenden Leistungen wurde Dorothea Köhler 1987 mit dem Händel-Preis geehrt und im selben Jahr zur Oberstudienrätin (OStR) befördert.
1988 gründete sie in Halle die Konzertreihe „Kunst-Stunde beim Stadtsingechor“ als monatliches Konzert (16 Konzertabende bis 1990),
1989 erfolgten die Aufnahmen zur Schallplatte „Musik aus dem alten Halle“ beim VEB Deutsche Schallplatten (Eterna).
Im Jahr der Wiedervereinigung Deutschlands 1990 endete schließlich Köhlers Tätigkeit als Chordirektorin des Stadtsingechores, und sie gründete noch im selben Jahr das Chorstudio cantamus in Halle/Saale mit dem Männerchor bouquet vocalis Halle und dem kammerchor cantamus halle. Ihrer künstlerischen Reputation war es zu verdanken, dass die beiden Ensembles dieses Chorstudios schon wenig später zu bedeutenden Konzerten und ihrer ersten CD-Produktion herangezogen wurden.
Dorothea Köhler arbeitete von 1991 bis 1999 hauptberuflich als Musikpädagogin am Gymnasium am Markt Hettstedt und danach bis zu ihrem Ausscheiden aus dem Schuldienst als Musikpädagogin am Georg-Cantor-Gymnasium Halle. Hier kam es dank ihres Engagements zur Vereinbarung mit dem Intendanten des Opernhauses Halle, die Entstehung der Oper von Ingomar Grünauer „Cantor - die Vermessung des Unendlichen“ (Auftragswerk der Oper Halle) als Projekt der Kursstufe Musik des Georg-Cantor-Gymnasiums zu begleiten.
Die Kantate von Siegfried Bimberg und Hanna Helling „Ohne Natur vergeht unser Leben“ (Umweltkantate) brachte Dorothea Köhler bereits 1996 zur Uraufführung und spielte sie ein Jahr später im Rahmen einer CD-Produktion ein. Es kam ab 1998 auch zur Wiederbelebung der Konzertreihe „Kunst-Stunde“ mit Köhlers kammerchor cantamus halle in der Kommode des neuen theaters Halle, später weitergeführt in der theatrale Halle und in der Konzerthalle St.-Ulrich-Kirche (bis 2013 gemeinsam mit dem Männerchor bouquet vocalis Halle). 2014 folgte die CD-Produktion „Halle, alte Musenstadt“ mit ihrem kammerchor cantamus halle, Mitgliedern und Absolventen des Stadtsingechores und des Mädchenchores der August-Hermann-Francke-Schule, jetzt Latina August Hermann Francke.
Anlässlich des 25. Geburtstages ihres kammerchores cantamus halle gab Dorothea Köhler am 17. Oktober 2015 in Halle ein Festkonzert. Es war der 40. Abend der weitergeführten unikalen Konzertreihe „Kunst-Stunde bei cantamus“. Der 42. Abend der Kunst-Stunde bei cantamus unter dem Motto: „Verleih uns Frieden - Glaube und Politik“ war ein Konzert zum 900-jährigen Jubiläum des Stadtsingechores zu Halle unter der Mitwirkung von Männerstimmen des Stadtsingechores und Absolventen des Stadtsingechores. Als Tenorsolist wirkte hier der frisch ins Amt bestellte Chordirektor des Stadtsingechores zu Halle, Clemens Flämig, mit.

## Leistungen
Unter der Leitung von Dorothea Köhler gelang der Wiederaufbau des Stadtsingechores zu einem international gefragten Konzert- und Oratorienchor. Dank ihres Engagements kam es auch zur Vereinbarung mit dem Intendanten des Opernhauses Halle, die Entstehung der Oper von Ingomar Grünauer "Cantor – die Vermessung des Unendlichen" (Auftragswerk der Oper Halle) als Projekt der Kursstufe Musik des Georg-Cantor-Gymnasiums Halle zu begleiten.

## Ehrungen
1987 wurde sie mit dem Händelpreis des Bezirkes Halle ausgezeichnet.

## Werke

### Publikationen in den Francke-Blättern
- Der Stadtsingechor (Teil 5), Francke-Blätter 3/1994, S. 73–77
- Ein lauter Jubelruf erschallt! Dir, Liebe, Dank, doch dir, Musik, sei Preis ..., Francke-Blätter 2/1995, S. 34–42
- kammerchor cantamus halle und der Stadtsingechor (zu) Halle, Francke-Blätter 2/2014, S. 30–31
- Halle, alte Musenstadt – eine CD, die hallesche Klangfarben präsentiert, Francke-Blätter 3/2014, S. 19–20
- Der kammerchor cantamus halle gratuliert dem Stadtsingechor zum 900. Geburtstag, Francke-Blätter 1/2016, S. 38–52
- Der Parallelchor Der Mädchenchor der August-Hermann-Francke-Schule (1959 - 1982), Francke-Blätter 3/2016 – Sonderheft 2016/17

### Einspielungen
- Weihnachten im Dom zu Halle, Kammerchor Cantamus Halle, Männerchor Bouquet Vocalis Halle, Solisten und Instrumentalisten, Dorthea Köhler (Dirigentin). CD Membran International GmbH, 1993
- Musik aus dem alten Halle, Stadtsingechor zu Halle, Camerata musica, Berolina-Quartett, Dorothea Köhler (Dirigentin). CD Berlin Classics / Eterna (Label), Edel Classics Hamburg (Vertrieb), 1995
- Überall soll Freude sein, Mária Zádori (Sopran), Martin Krumbiegel (Tenor), Jörg Hempel (Bariton), Peter Burkhardt (Orgel), Capella Savaria (Leitung: Pál Németh), kammerchor cantamus halle & Männerchor bouquet vocalis Halle (Leitung: Dorothea Köhler). BHCD 2 Bridgehead Pittsburg/Budapest, 1995
- Halle, alte Musenstadt, Absolventen des Stadtsingechores Halle, Dorothea Köhler, cantamus & Freunde. CD Klangfarben & Karrieren, 2014